# Oportunidad, Deberes, Realización
Oportunidad, Deberes, Realización (en rumano: Șansă, Obligații, Realizări, ȘOR; en ruso: Шанс. Обязанности. Реализация (ШОР), romanizado: Shans. Obyazannosti. Realizatsiya (ShOR)) es un bloque político moldavo fundado por Ilan Șor después de la prohibición legal del Partido Șor.

## Historia
El 19 de junio de 2023, el Tribunal Constitucional de Moldavia falló a petición del gobierno, declarando que al Partido Șor ilegal y disolviéndolo de jure. El Partido Șor había aparecido en un caso penal sobre la financiación de una campaña electoral para las elecciones a la alcaldía de Bălți en 2021 al recibir dinero de un grupo criminal. El propio Ilan Șor, que huyó de Moldavia en junio de 2019 después de la crisis constitucional, fue sentenciado en rebeldía el 13 de abril de 2023 por los jueces del Tribunal de Apelación de Chișinău a 15 años de prisión.
El 26 de junio de 2023, Șor anunció la creación del bloque “Oportunidad, Deberes, Realización”, que se abreviaría como "ȘOR". El propio Șor planeó asumir el cargo de "coordinador político" en la nueva formación. También reiteró que tiene la intención de apelar ante el Tribunal Europeo de Derechos Humanos (CEDH) con respecto a la decisión del Tribunal Constitucional de prohibir el Partido Șor.
Shor afirma que los dos primeros partidos que se mostraron abiertos a unirse al bloque ȘOR son el partido Nuestro (Ai noștri/Наши) y la Fuerza Alternativa y de Salvación de Moldavia (FASM).
El politólogo Ian Lisnevschi afirmó que el nuevo bloque político podría unir a la oposición de centroizquierda contra Maia Sandu.
A principios de noviembre de 2023, poco antes de las elecciones locales, el registro del bloque fue anulado por la Comisión de Situaciones Especiales debido a supuestos vínculos con Ilan Șor, que seguía siendo un fugitivo, y a las acusaciones de financiación ilegal.
En octubre, el Tribunal Constitucional de Moldavia dictaminó que el artículo 16 del Código Electoral era inconstitucional y que los exmiembros del Partido Șor pueden presentarse a las elecciones. Poco después, el Comité de Situaciones Excepcionales anuló el levantamiento de la prohibición de los miembros del Partido Șor y también decidió que a todos los antiguos miembros del partido que sean acusados, acusados o incluso estén bajo sospecha de cometer actos criminales se les prohibirá participar en las elecciones locales de Moldavia de 2023.